# Goiatuba
Goiatuba là một đô thị thuộc bang Goiás, Brasil. Đô thị này có diện tích 2475,107 km², dân số năm 2007 là 32066 người, mật độ 13 người/km².